# Thera variolata
Thera variolata är en fjärilsart som beskrevs av Otto Staudinger 1900. Thera variolata ingår i släktet Thera och familjen mätare. Inga underarter finns listade i Catalogue of Life.